# ポール・マンション
ポール・マンション（仏: Paul Mansion、1844年6月3日 – 1919年4月16日
）はベルギーの数学者。雑誌 Mathesis の編集者。

## 経歴
マンションは10人兄弟の9人目の子。父はマンションの幼児期頃に亡くなったため、母と伯父に育てられた。ユイの学校と高等学校に通った。1863年 École Normale des Sciences に入学して、ゲント大学に進学。1865年に卒業した。1867年まで、ゲントの砲工学校で数学教師を務め、その間に博士論文を執筆した。1867年PhDを獲得した。
1867年、彼の教授 Mathias Schaar が没し、ゲント大学の微積分学教授に任命された。1892年には確率論の教授にも抜擢された。 1884年から数学史を教えるようになった。
1874年、ウジェーヌ・カタランとともに雑誌 Nouvelle Correspondence Mathématique を創刊し、1880年にはノイベルクも加わって雑誌 Mathesis を創刊した。
マンションの作品は主に非ユークリッド幾何学、数学史、微分方程式を扱っている。様々な雑誌に延べ349の出版物を発表した。